# تايلور هاربر
تايلور هاربر (بالإنجليزية: Taylor Harper)‏ هو سياسي أمريكي، ولد في 25 نوفمبر 1944 في موبيل في الولايات المتحدة. حزبياً، نشط في الحزب الديمقراطي. وقد انتخب عضو مجلس نواب ألاباما.